# Escut de la Granja d'Escarp
L'escut oficial de la Granja d'Escarp té el següent blasonament:
Escut caironat: de gules, una granja d'or oberta sobremuntada d'una petxina d'argent i acostada de 4 besants d'or en pal a cada costat. Per timbre una corona mural de poble.

## Història
Va ser aprovat oficialment el 24 de juliol de 2001 i publicat al DOGC el 9 d'agost del mateix any amb el número 3449.
La granja és un senyal parlant referent al nom del poble. La localitat va néixer com a granja dels monjos del monestir d'Escarp (fundat el 1213), que al segle xiv va passar a la família Montcada, marquesos d'Aitona. Les armes dels Montcada són els vuit besants d'or sobre camper de gules, col·locats en dos pals a banda i banda de la granja. La petxina del capdamunt és l'atribut de sant Jaume, patró del poble.